# 洗足学園音楽大学の人物一覧
洗足学園音楽大学の人物一覧（せんぞくがくえんおんがくだいがくのじんぶついちらん）は、洗足学園音楽大学に関係する人物の一覧記事。

## 主要な教員
（洗足学園音楽大学を卒業した人物は★）
- 青島広志 - 作曲コース客員教授、作曲家
- 明石昌夫 - ロック&ポップス ベース 准教授、編曲家・ミュージシャン
- 秋山和慶 - 音楽監督 特別教授、指揮者
- 有馬理絵 - 非常勤講師、クラリネット奏者
- 有森聡美 - ロック&ポップス 作詞 非常勤講師、作詞家
- 五十嵐公太 - 講師、ドラマー
- 池田明良 - 講師、バリトン歌手
- 池田幸広 - チューバ 講師、チューバ奏者
- 市川和彦 - トランペット 講師、トランペット奏者
- 磯恒男 - 器楽ヴァイオリン 教授 ヴァイオリニスト
- 市川景之 - 作曲科 講師、作曲家
- 伊藤康英 - 作曲科 教授、作曲家
- 上野由恵 - 非常勤講師、フルート奏者
- 植松伸夫 - 作曲家／ファイナルファンタジーシリーズ
- ウラディーミル・アシュケナージ - 名誉客員教授、指揮者／ピアニスト
- エリック・ミヤシロ - 客員教授、ジャズトランペッター
- 大坂昌彦 - 客員教授、ジャズドラマー
- 大友直人 - 指揮者
- 大萩康司 - クラシックギターコース 客員教授、ギターリスト
- 大橋晃一 - 講師、ホルン奏者
- 大和田雅洋 - 准教授、サクスホーン
- 岡田ユミ - 音楽・音響デザインコース講師、作曲家・編曲家
- 奥慶一 - 音楽・音響デザインコース 客員教授、作曲家・編曲家
- 小田桐寛之 - 准教授、トロンボーン奏者（東京都交響楽団首席奏者）、編曲家、管楽器トロンボーン専攻卒業★
- 加曽利康之 - 客員教授、エレクトーンプレイヤー
- 亀井芳子 - 声優アニメソングコース、声優／『天才バカボン』（バカボン）
- 川本統脩 - 指揮科 講師、指揮者
- 許可 - 二胡奏者
- クリストファー・ハーディ - 打楽器 講師 打楽器奏者
- 栗山和樹 - 音楽・音響デザインコース 客員教授、作曲家・編曲家
- 黒木岩寿 - 講師、コントラバス奏者
- 小林香織 - 講師、ジャズフュージョンサックス奏者、ジャズ科★
- 小林仁 - ピアノ 特別客員教授、ピアニスト・ピアノ教育家
- 小柳"cherry"昌法 - ロック&ポップス ドラム、非常勤講師、LINDBERGドラマー
- 坂井紀雄 - ロック&ポップス ベース 講師、ミュージシャン
- 酒井はな - バレエダンサー、新国立劇場バレエ団登録名誉ダンサー
- 佐々木昭雄 - ジャズオルガン奏者
- ジェイムズ・バーンズ - 客員教授、作曲家／指揮者
- 清水昭夫 - 作曲科 教授、作曲家
- 菅原サトル - 音楽・音響デザインコース 講師、作曲家・編曲家
- 鈴木大介 - 客員教授、クラシックギター奏者
- 高野二郎 - ミュージカルコース 講師、声楽家
- ダグラス・ボストック - 客員教授、指揮者
- 玉木宏樹 - 講師、作曲家、指揮者、ヴァイオリン奏者
- 舘形比呂一 - 舞踏家、振付家
- 塚越慎子 - マリンバ奏者
- 坪倉唯子 - ロック&ポップス ヴォーカル 非常勤講師、歌手、B.B.クィーンズボーカル
- 露崎春女 - シンガーソングライター
- Tekkan - ミュージカル俳優、演出家
- 田大成 - 声楽コース、テノール歌手
- 中尾隆聖 - 声優アニメソングコース、声優／『それいけ!アンパンマン』（ばいきんまん）・『ドラゴンボール』（フリーザ）等
- 中村誠一 - ジャズサクソフォーン奏者
- 沼尾みゆき - ミュージカル女優、元劇団四季
- 沼田園子 - ヴァイオリニスト
- 林英哲 - 和太鼓奏者
- 速水けんたろう - 声優アニメソングコース 講師、歌手・おかあさんといっしょ8代目うたのおにいさん
- 葉山たけし - 作詞・作曲・編曲家
- 原朋直 - 教授、ジャズトランペット奏者、作曲家
- 深石宗太郎 - ユーフォニアム 准教授、ユーフォニアム奏者
- ヘルベルト・ブロムシュテット - 指揮者、NHK交響楽団 桂冠名誉指揮者
- 外囿祥一郎 - ユーフォニアム 講師、元航空自衛隊音楽隊ユーフォニアム奏者
- 堀伝 - 講師、ヴァイオリニスト
- 堀江美都子 - 声優アニメソング、声優アニソン歌手／『キャンディ・キャンディ』『一休さん』『セーラームーンCrystal』等
- 前野知常 - ロック&ポップス キーボード 教授、ミュージシャン・作曲家
- 松尾祐孝 - 教授、作曲家・指揮者
- 松下修也 - チェロ奏者
- 松本治 - 講師、ジャズトロンボーン奏者
- 松本望 - 作曲科非常勤講師、作曲家・ピアニスト
- 松本梨香 - 声優アニメソングコース講師
- 丸山圭子 - ロック&ポップス ヴォーカル 非常勤講師、歌手
- 三沢またろう - ロック&ポップス打楽器 講師 打楽器奏者
- 三谷恭三 - バレエダンサー、振付家
- 三原善隆 - キーボーディスト
- 向井滋春 - 客員教授、ジャズトロンボーン奏者
- 村田陽一 - 講師、ジャズトロンボーン奏者
- 森田順平 - 声優アニメソングコース 講師 、俳優 ・声優
- 安永徹 - ヴァイオリニスト、元ベルリン・フィルハーモニー管弦楽団 第1ヴァイオリン首席奏者
- YANAGIMAN - 客員教授、楽曲制作
- 山下康介 - 音楽・音響デザインコース 客員教授、作曲家・編曲家
- 山田栄子 - 声優アニメソングコース、声優／『赤毛のアン』（アン）・『キャプテン翼』（岬太郎）
- 山本晶子 - 非常勤講師、マリンバ奏者
- ヤン・ヴァン・デル・ロースト - 指揮者
- 吉田行地 - 指揮科 講師、指揮者
- ヨハン・シュミット - 客員教授、ピアニスト
- 渡辺香津美 - 客員教授、ジャズギタリスト
- 渡辺俊幸 - 音楽・音響デザインコース責任者 教授、作曲家・編曲家・指揮者・音楽プロデューサー

## 著名な卒業生

### 音楽家
- 有澤孝紀
- 市原ひかり - Jazzトランペット専攻
- 上本訓久
- 大橋トリオ（大橋好規） - ジャズピアノ専攻
- 北村一樹 - 音楽音響デザイン学科
- 倉内達矢
- 小山昭雄 - 器楽専攻
- Saori - ピアノコース
- 佐田詠夢 - ピアノコース
- 佐藤有華
- 椎葉大翼
- 武田祐介（RADWIMPS）
- 本橋隼人[1] - 管楽器専攻
- はっとり
- やまだ豊 - 音楽音響デザインコース
- EFFY
- 増田康臣

### その他芸能
- 石井あみ - 声楽コース
- 上原りさ - ミュージカル科
- 岡野綾 - 声楽専攻
- 北村まりこ
- 昆夏美 - ミュージカル科
- 佐藤玖美 - 声楽コース[2]
- 志崎樺音 - ロック＆ポップスコース
- 庄司紗千 - ピアノコース
- 杉ありさ - ミュージカル専攻
- 瀧本瞳 - 声楽専攻
- 武田有彩
- 鶫真衣
- dodo
- 新田恵海 - 声楽コース[3]
- 猫沢エミ
- 平原綾香 - ジャズ専攻（サックス）
- Hironori - 音楽音響デザイン学科
- 藤井環 - 声優アニメソングコース
- 舟橋明恵 - 声楽専攻
- 古田一紀 - ミュージカル科
- わかざえもん
- 真鍋尚之 - 作曲専攻入学・声楽専攻
- 三谷たくみ - 音楽学部声楽コース
- 唯月ふうか - ミュージカル科
- 米良美一 - 声楽専攻
- 渡部いずみ - サックス専攻
- 渡辺真知子
- 安士百合野 - ミュージカル科
- うんぱい - ピアノ専攻
- 澤田真里愛 - 音楽学部声楽コース
- 阿部寿世 - 声優アニメソングコース
- 上遠野竜也 - 声優アニメソングコース
- 古賀英里奈 - 声優アニメソングコース

## 著名な中退者
- 高橋洋子
- 皆川おさむ
- 本多友紀
- 山口智史（RADWIMPS）